# Stor-Holmtjärnen, Jämtland
Stor-Holmtjärnen är en sjö i Bräcke kommun i Jämtland och ingår i Ljungans huvudavrinningsområde. Sjön har en area på 0,155 kvadratkilometer och ligger 398 meter över havet.

## Delavrinningsområde
Stor-Holmtjärnen ingår i det delavrinningsområde (696877-150867) som SMHI kallar för Utloppet av Täckelsjön. Medelhöjden är 350 meter över havet och ytan är 21,06 kvadratkilometer. Räknas de 265 avrinningsområdena uppströms in blir den ackumulerade arean 2 654,68 kvadratkilometer. Gimån som avvattnar avrinningsområdet har biflödesordning 2, vilket innebär att vattnet flödar genom totalt 2 vattendrag innan det når havet efter 136 kilometer. Avrinningsområdet består mestadels av skog (82 procent). Avrinningsområdet har 0,99 kvadratkilometer vattenytor vilket ger det en sjöprocent på 4,7 procent.